# Heterocnephes lubricosa
Heterocnephes lubricosa là một loài bướm đêm trong họ Crambidae.